# Дмитрієва Євгенія Михайлівна
Євгенія Михайлівна Дми́трієва (нар. 15 листопада 1900, Київ — пом. 24 листопада 1969, Київ) — українська радянська художниця декоративно-ужиткового мистецтва; член Спілки радянських художників України з 1944 року.

## Біографія
Народилася 2 [15] листопада 1900 року в місті Києві (нині Україна). 1930 року закінчила Київський художній інститут, де навчалась зокрема у Григорія Світлицького і Василя Кричевського.
Працювала у художніх установах, на промислових фарфоро-фаянсних підприємствах. Померла у Києві 24 листопада 1969 року.

## Творчість
Працювала в галузі декоративного мистецтва (кераміка, пластика малих форм, ткацтво) та мистецтвознавства. Створила багато ескізів для шпалер, текстильних та керамічних виробів, в яких використовувала народні традиції. Серед творів:
- ткане перебірне панно «Казка про царя Салтана» (1949);
- декоративний килим «Мир» (1950);
- сервізи, декоративні вази;

декоративні блюда
- за мотивами поеми Максима Рильського «Жага» (1940);
- за мотивами поеми Миколи Бажана «Данило Галицький» (1945);
- «Возз'єднання українських земель» (1949);
- «Танок» (1951).

Вироби експонувалися на мистецьких виставках з 1924 року, республіканських з 1935 року.
Авторка мистецтвознавчих праць та статей з питань художньої промисловості, зокрема дослідження «Мистецтво Опішні» (Київ, 1952).
Деякі роботи художниці зберігаються у Національному музеї українського народного декоративного мистецтва у Києві.